# 明塚站
明塚站（日语：／ Akatsuka eki */?）曾是位於島根縣邑智郡美鄉町明塚，屬於西日本旅客鐵道（JR西日本）三江線的鐵路車站。

## 車站構造
濱原方向右側側式月台1面1線的地面車站（停留所）。由濱田鐵道部管理的無人站。月台中段設有候車室，該處橫向的樓梯可直接進出月台。不設自動售票機。

## 相鄰車站
西日本旅客鐵道
 三江線
石見簗瀨－明塚－粕淵

## 外部連結
- JR西日本（潮駅） （页面存档备份，存于）
- ぶらり三江線WEB：潮 - 三江線改良利用促進期成同盟会・三江線活性化協議会。
- 大阪からの鉄道旅行・や・で 駅レポート（潮駅） （页面存档备份，存于）